# Charlie Austin
Charles Austin, detto Charlie Austin (Hungerford, 5 luglio 1989), è un calciatore inglese, attaccante del Basingstoke Town.

## Biografia
All'età di vent'anni, prima di intraprendere la carriera da calciatore professionista, ha lavorato come muratore presso l'impresa edile del padre, alternandosi tra il lavoro e il pallone.

## Caratteristiche tecniche
È un attaccante forte fisicamente che predilige giocare di sponda in modo da favorire l'inserimento dei compagni. Nel suo repertorio ci sono il colpo di testa, il tiro dalla distanza e il senso della posizione che gli permettono di sfruttare le sue doti da opportunista.

## Carriera
Muove i suoi primi passi da calciatore nel settore giovanile del Reading, che lo gira in prestito a Kintbury Rangers, Hungerford Town e Poole Town. Durante l'esperienza al Poole Town, viene notato da alcuni osservatori dello Swindon Town che lo mettono sotto contratto - in seguito ad un provino dall'esito positivo - fino al termine della stagione.
Esordisce tra i professionisti il 24 ottobre 2009 in Norwich City-Swindon Twon (1-0), subentrando a 18' dal termine. Il 21 novembre segna la sua prima rete tra i professionisti ai danni del Carlisle United.
Il 2 febbraio 2010 rinnova il proprio contratto fino al 2012. Termina l'annata segnando 20 reti in 38 presenze complessive.
Il 28 gennaio 2011 si lega al Burnley - società militante in Championship - tramite un contratto di tre anni. Esordisce con i Clarets da titolare il 1º febbraio nella trasferta persa 1-0 contro il Doncaster Rovers, venendo sostituito a 19' dal termine da Martin Paterson.
A causa di un infortunio alla spalla è costretto a terminare la stagione in anticipo.
Mette a segno la sua prima rete con i Clarets il 6 agosto 2011 contro il Watford. Il 31 marzo 2012 è autore di tre delle cinque reti con cui il Burnley si impone per 5-1 ai danni del Portsmouth. Termina l'annata segnando 16 reti in 41 apparizioni.
Il 23 ottobre 2012 eguaglia il record inglese di marcature in partite consecutive, in precedenza appartenuto a Ray Pointer (1958-1959). Il 6 novembre 2012 diventa il calciatore più veloce dei Clarets ad aver toccato quota 20 reti in stagione, superando il precedente primato di Andy Lochhead risalente al 26 novembre 1966.
Il 1º agosto 2013 sottoscrive un contratto triennale con il QPR. Il costo dell'operazione è costato agli Hoops 4 milioni di sterline. Esordisce con gli Hoops il 3 agosto contro lo Sheffield Wednesday, sostituendo Bobby Zamora al 24' della ripresa.
Con i londinesi disputa un'ottima stagione, culminata - grazie al successo sul Derby County nella finale play-off - con il ritorno in Premier League. Termina l'annata segnando 20 reti in 37 presenze.
Esordisce in Premier League il 16 agosto 2014 in QPR-Hull City (0-1), vedendosi respingere - a 5' minuti dal termine - un calcio di rigore. Il 20 dicembre 2014 mette a segno una tripletta ai danni del West Bromwich.
Il 16 gennaio 2016 viene acquistato per sei milioni di euro dal Southampton, con cui firma un contratto quadriennale. Una settimana più tardi, all'esordio con la nuova maglia, segna una rete decisiva nella partita vinta per 1-0 contro il Manchester United ad Old Trafford. Tuttavia, a causa di un problema al ginocchio destro, è costretto a saltare gran parte degli incontri rimanenti.
L'8 agosto 2019 viene acquistato dal West Bromwich Albion per circa cinque milioni di euro.
Il 9 gennaio 2021 fa ritorno al QPR, da cui viene riscattato al termine della stagione.
Il 26 giugno 2022 si accasa agli australiani del Brisbane Roar.
Il 30 dicembre 2022 viene annunciato il suo ritorno allo Swindon Town, con cui sigla un contratto sino al termine della stagione. Il 19 maggio 2023 rinnova il proprio contratto con il club per un'altra stagione. Il 2 maggio 2024 il club comunica che non avrebbe rinnovato il contratto di Austin in scadenza il 30 giugno.

## Statistiche

### Presenze e reti nei club
Statistiche aggiornate all'8 agosto 2025
| Stagione             | Squadra              | Campionato           | Campionato | Campionato | Coppe nazionali | Coppe nazionali | Coppe nazionali | Coppe continentali | Coppe continentali | Coppe continentali | Altre coppe | Altre coppe | Altre coppe | Totale | Totale |
| Stagione             | Squadra              | Comp                 | Pres       | Reti       | Comp            | Pres            | Reti            | Comp               | Pres               | Reti               | Comp        | Pres        | Reti        | Pres   | Reti   |
| -------------------- | -------------------- | -------------------- | ---------- | ---------- | --------------- | --------------- | --------------- | ------------------ | ------------------ | ------------------ | ----------- | ----------- | ----------- | ------ | ------ |
| 2006-2007            | Kintbury Rangers     | HFL                  | 27         | 20         | FACup           | -               | -               | -                  | -                  | -                  | HFLSC       | 1           | 1           | 28     | 21     |
| 2007-2008            | Hungerford Town F.C. | HFL                  | 30         | 5          | FACup           | -               | -               | -                  | -                  | -                  | HFCC+HCC    | 1+6         | 3+3         | 37     | 11     |
| 2008-2009            | Poole Town           | WFL                  | 34         | 34         | FACup           | 4               | 4               | -                  | -                  | -                  | FAV+DSC+WLC | 1+3+4       | 1+4+3       | 46     | 46     |
| 2009-2010            | Poole Town           | WFL                  | 8          | 14         | FACup           | 3               | 4               | -                  | -                  | -                  |             | -           | -           | 11     | 18     |
| Totale Poole Town    | Totale Poole Town    | Totale Poole Town    | 42         | 48         |                 | 7               | 8               |                    | -                  | -                  |             | 8           | 8           | 57     | 64     |
| 2009-2010            | Swindon Town         | FL1                  | 33+3       | 19+1       | FACup+CdL       | 0               | 0               | -                  | -                  | -                  | FLT         | 2           | 0           | 38     | 20     |
| 2010-gen. 2011       | Swindon Town         | FL1                  | 21         | 12         | FACup+CdL       | 3+1             | 3+0             | -                  | -                  | -                  | FLT         | 2           | 2           | 27     | 17     |
| gen.-giu. 2011       | Burnley              | FLC                  | 4          | 0          | FACup+CdL       | 0               | 0               | -                  | -                  | -                  | -           | -           | -           | 4      | 0      |
| 2011-2012            | Burnley              | FLC                  | 41         | 16         | FACup+CdL       | 1+4             | 0+1             | -                  | -                  | -                  | -           | -           | -           | 46     | 17     |
| 2012-2013            | Burnley              | FLC                  | 37         | 24         | FACup+CdL       | 0+3             | 0+3             | -                  | -                  | -                  | -           | -           | -           | 40     | 27     |
| Totale Burnley       | Totale Burnley       | Totale Burnley       | 82         | 40         |                 | 1+7             | 0+4             |                    | 0                  | 0                  |             | 0           | 0           | 90     | 44     |
| 2013-2014            | QPR                  | FLC                  | 31+3       | 17+2       | FACup+CdL       | 1+2             | 0+1             | -                  | -                  | -                  | -           | -           | -           | 37     | 20     |
| 2014-2015            | QPR                  | PL                   | 35         | 18         | FACup+CdL       | 1+0             | 0               | -                  | -                  | -                  | -           | -           | -           | 36     | 18     |
| 2015-gen. 2016       | QPR                  | FLC                  | 16         | 9          | FACup+CdL       | 0               | 0               | -                  | -                  | -                  | -           | -           | -           | 16     | 9      |
| gen.-giu. 2016       | Southampton          | PL                   | 7          | 1          | FACup+CdL       | 0               | 0               | -                  | -                  | -                  | -           | -           | -           | 7      | 1      |
| 2016-2017            | Southampton          | PL                   | 15         | 6          | FACup+CdL       | 0+1             | 0+1             | UEL                | 5                  | 2                  | -           | -           | -           | 21     | 9      |
| 2017-2018            | Southampton          | PL                   | 24         | 7          | FACup+CdL       | 1+1             | 0               | -                  | -                  | -                  | -           | -           | -           | 26     | 7      |
| 2018-2019            | Southampton          | PL                   | 25         | 2          | FACup+CdL       | 1+1             | 0+1             | -                  | -                  | -                  | -           | -           | -           | 27     | 3      |
| Totale Southampton   | Totale Southampton   | Totale Southampton   | 71         | 16         |                 | 2+3             | 0+2             |                    | 5                  | 2                  |             | 0           | 0           | 81     | 20     |
| 2019-2020            | West Bromwich Albion | FLC                  | 34         | 10         | FACup+CdL       | 3+1             | 0+1             | -                  | -                  | -                  | -           | -           | -           | 38     | 11     |
| 2020-gen. 2021       | West Bromwich Albion | PL                   | 5          | 0          | FACup+CdL       | 0+2             | 0+0             | -                  | -                  | -                  | -           | -           | -           | 7      | 0      |
| Totale West Bromwich | Totale West Bromwich | Totale West Bromwich | 39         | 10         |                 | 3+3             | 0+1             |                    | -                  | -                  |             | -           | -           | 45     | 11     |
| gen.-giu. 2021       | QPR                  | FLC                  | 21         | 8          | FACup+CdL       | 0+0             | 0+0             | -                  | -                  | -                  | -           | -           | -           | 21     | 8      |
| 2021-2022            | QPR                  | FLC                  | 34         | 5          | FACup+CdL       | 2+2             | 0+2             | -                  | -                  | -                  | -           | -           | -           | 38     | 7      |
| Totale QPR           | Totale QPR           | Totale QPR           | 137+3      | 57+2       |                 | 4+4             | 0+3             |                    | 0                  | 0                  |             | 0           | 0           | 148    | 62     |
| lug. sett.2022       | Brisbane Roar        | AL                   | 0          | 0          | FFA             | 4               | 2               | -                  | -                  | -                  | -           | -           | -           | 4      | 2      |
| 2022-gen. 2023       | Brisbane Roar        | AL                   | 7          | 2          | FFA             | -               | -               | -                  | -                  | -                  | -           | -           | -           | 7      | 2      |
| Totale Brisbane Roar | Totale Brisbane Roar | Totale Brisbane Roar | 7          | 2          |                 | 4               | 2               |                    | 0                  | 0                  |             | 0           | 0           | 11     | 4      |
| gen. -giu.2023       | Swindon Town         | FL2                  | 20         | 9          | FACup+CdL       | -               | -               | -                  | -                  | -                  | FLT         | -           | -           | 20     | 9      |
| 2023-2024            | Swindon Town         | FL2                  | 46         | 12         | FACup+CdL       | 1+1             | 2+0             | -                  | -                  | -                  | FLT         | -           | -           | 48     | 14     |
| Totale Swindon Town  | Totale Swindon Town  | Totale Swindon Town  | 120+3      | 52+1       |                 | 4+2             | 5+0             |                    | -                  | -                  |             | 4           | 2           | 133    | 60     |
| 2024-2025            | AFC Totton           | SFL                  | 36         | 10         | FACup+CdL       | -               | -               | -                  | -                  | -                  | FT          | 2           | 1           | 38     | 11     |
| 2025-2026            | Basingstoke Town     | SFL                  | 1          | 1          | FACup+CdL       | -               | -               | -                  | -                  | -                  | FT          | -           | -           | 1      | 1      |
| Totale carriera      | Totale carriera      | Totale carriera      | 586+6      | 259+3      |                 | 44              | 25              |                    | 5                  | 2                  |             | 22          | 18          | 663    | 307    |

## Palmarès

### Club

#### Competizioni nazionali
- Football League Championship: 1

Reading: 2005-2006

### Individuale
- FA Premier League Player of the Month: 1

2014-2015 - Dicembre

### Annotazioni
1. ↑  57 (32) se si comprendono i play-off.
2. ↑  85 (47) se si comprendono i play-off.
3. ↑  Hellenic Football League è/era diviso in diverse strutture e questo era il Hellenic Football League Division One East 2006-2007
4. ↑  Era nella Hellenic Football League Supplementary Cup 2006-2007
5. ↑  Hellenic Football League è/era diviso in diverse strutture e questo era il Hellenic Football League Premier Division 2007-2008
6. ↑  Era nella Hellenic Floodlit Challenge Cup 2007-2008
7. ↑  Era nella Hellenic Challenge Cup 2007-2008
8. ↑  Wessex Football League è/era diviso in diverse strutture e questo era il Wessex Football League Premier Division 2008-2009
9. ↑  Era nella Wessex League Cup 2008-2009
10. ↑  Wessex Football League è/era diviso in diverse strutture e questo era il Wessex Football League Premier Division 2009-2010
11. 1 2 3 4  Regular season+Play-off
12. 1 2  Attualmente il concorso si chiama English Football League Trophy
13. ↑  Southern Football League è/era diviso in diverse strutture e questo era il Southern League Premier Division South 2024-2025
14. ↑  Southern Football League è/era diviso in diverse strutture e questo era il Southern League Premier Division South 2025-2026

### Fonti
1. 1 2   L’ex muratore Austin ora sogna la Nazionale, su inthebox.gazzetta.it.
2. ↑   What’s up Premier League? Ep. 4, su roundmatterpeople.com. URL consultato il 29 aprile 2015 (archiviato dall'url originale il 3 aprile 2015).
3. ↑   L'altro Kane: Charlie Austin, su blog.guerinsportivo.it. URL consultato il 29 aprile 2015 (archiviato dall'url originale il 25 aprile 2015).
4. ↑   CHARLIE AUSTIN, TRASCINATORE DEL QPR, su alfredopedulla.com. URL consultato il 29 aprile 2015 (archiviato dall'url originale il 10 maggio 2015).
5. ↑   Austin, l’inglese che segna di più in Premier League, su corrieredellosport.it. URL consultato il 29 aprile 2015 (archiviato dall'url originale il 12 maggio 2015).
6. ↑   Il fiuto del gol di Charlie Austin, su ultimouomo.com. URL consultato il 9 maggio 2024.
7. ↑   Norwich City - Swindon Town 1-0, su transfermarkt.it.
8. ↑   Carlisle United - Swindon Town 0-1, su transfermarkt.it.
9. ↑  (EN) Striker Charlie Austin commits future to Swindon Town, su news.bbc.co.uk.
10. ↑  (EN) Swindon Town striker Charlie Austin joins Burnley, su news.bbc.co.uk.
11. ↑   Doncaster Rovers - Burnley 1-0, su transfermarkt.it.
12. ↑  (EN) Charlie Austin fitness boost for Burnley, su lancashiretelegraph.co.uk.
13. ↑   Burnley - Watford 2-2, su transfermarkt.it.
14. ↑   Portsmouth - Burnley 1-5, su transfermarkt.it.
15. ↑  (EN) Charlie Austin equals Burnley goalscoring record at Bristol City, su bbc.com.
16. ↑  (EN) Austin's Pride at Matching Ray Pointer, su burnleyfootballclub.com. URL consultato il 29 aprile 2015 (archiviato dall'url originale il 17 giugno 2016).
17. ↑  (EN) Burnley striker Charlie Austin reaches 20-goal landmark, su bbc.com.
18. ↑  (EN) Charlie Austin: QPR sign Burnley striker for undisclosed fee, su dailystar.co.uk.
19. ↑  (EN) Hotshot Charlie Austin secures move to Championship favourites QPR, su dailystar.co.uk.
20. ↑   QPR - Sheffield Wednesday 2-1, su transfermarkt.it.
21. ↑   Charlie Austin, dalla fabbrica di mattoni alla Premier League - See more at: http://www.icampionidellosport.com/2014/11/charlie-austin-dalla-fabbrica-di-mattoni-alla-premier-league/#sthash.4AjKphJg.dpuf, su icampionidellosport.com. URL consultato il 29 aprile 2015 (archiviato dall'url originale il 28 febbraio 2015).
22. ↑   Inghilterra, il QPR batte il Derby County e torna in Premier League, su repubblica.it.
23. ↑   QPR - Hull City 0-1, su transfermarkt.it.
24. ↑  (EN) QPR vs West Brom report: Super Charlie Austin hat-trick secures brilliant comeback victory for Rangers, su independent.co.uk. URL consultato il 29 aprile 2015 (archiviato dall'url originale il 21 dicembre 2014).
25. ↑  (EN) CHARLIE AUSTIN JOINS SOUTHAMPTON, su qpr.co.uk. URL consultato il 28 dicembre 2021.
26. ↑   UFFICIALE: Southampton, colpo Austin dal QPR, su tuttomercatoweb.com.
27. ↑   Manchester United, 0-1 coi Saints: Austin condanna i Red Devils all'87', su tuttomercatoweb.com.
28. ↑   Charlie Austin: West Bromwich Albion sign Southampton striker for £4m on two-year deal, su bbc.com.
29. ↑  (EN) Charlie's back, su qpr.co.uk. URL consultato il 9 maggio 2024.
30. ↑  (EN) Charlie Austin is back, su qpr.co.uk. URL consultato il 9 maggio 2024.
31. ↑  (EN) Brisbane Roar sign former Premier League striker Charlie Austin, su brisbaneroar.com.au, 26 giugno 2022. URL consultato il 9 maggio 2024.
32. ↑  (EN) Swindon Town complete Charlie Austin signing, su swindontownfc.co.uk. URL consultato il 9 maggio 2024.
33. ↑  (EN) Austin agrees contract extension, su swindontownfc.co.uk. URL consultato il 9 maggio 2024.
34. ↑  (EN) Swindon Town Retained & Released List 2023 / 2024, su swindontownfc.co.uk. URL consultato il 9 maggio 2024.